# Toni Atkins
Toni G. Atkins (Wythe County, 1 augustus 1962) is een Amerikaans politica van de Democratische Partij.
Van december 2000 tot 2008 was Atkins gemeenteraadslid in San Diego. Atkins diende vijf maanden als waarnemend burgemeester van de stad na het ontslag van Dick Murphy. Van 2010 tot 2016 zetelde Atkins in het California State Assembly, het lagerhuis van Californië. Van 2014 tot 2016 diende ze er als voorzitter of Speaker. In 2016 maakte ze de overstap naar de Senaat van Californië. Daar volgde ze in 2018 Kevin de Léon op als president pro tempore. 
Atkins is homoseksueel en zet zich in voor de rechten van de lgbt-gemeenschap.